# 善徳女王
善徳女王（ぜんとくじょおう、? - 647年2月20日）は、新羅の第27代の王（在位：632年 - 647年）。新羅初の女王。
姓は金、諱は徳曼。先代の真平王の娘であり、母は金氏の葛文王福勝の娘の摩耶夫人、王配は飲葛文王。
3人姉妹（善徳女王は『三国史記』では長女として記録され、『三国遺事』と『花郎世記』では次女とされている。天明公主は『三国史記』で次女、『三国遺事』では娘、『花郎世記』では長女。三女の善花公主は『三国史記』と『花郎世記』では存在が伝わっていない）であり、男兄弟はいない。
先王が632年1月に死去したときに男子がなく、また父母ともに王族である聖骨の男子がいなくなっていたために、徳曼がその呪術者的性格に期待されて王位を継いだ。即位して後に聖祖皇姑の号を国人から奉られた。

## 生涯
当時の新羅は国際的に孤立した状況にあった。それを打開しようとして唐に積極的に近づき、朝貢を重ねた。
633年8月には西部国境地帯に百済の侵入を受けたが、635年には唐より父の真平王に与えられていた〈柱国・楽浪郡公・新羅王〉の爵号を継承することができた。
636年5月には百済が独山城（忠清北道槐山郡）を襲撃しようと潜んでいたところに、共に角干（1等官）の閼川と弼呑が派遣され、奇襲を仕掛けて百済軍を殲滅させることに成功し、将軍于召を捕らえた（#洞察力と予知の第2を参照）。この後に閼川を大将軍に任命し、638年に高句麗が七重城（京畿道坡州市）に攻め入ったときには、閼川が高句麗兵を撃退した。
しかし642年7月には百済に西部40余城を陥落させられ、同年8月には高句麗と百済とが連合（麗済同盟642?～660年）して党項城（京畿道華城郡南陽面）を奪取し、新羅の唐への朝貢の経路が絶たれてしまった。同月、百済によって大耶城（慶尚南道陜川郡）も陥落させられている。その年の内に大耶城の奪回のために、対百済戦の救援軍を求めて王族の金春秋（後の武烈王）が高句麗に赴いたが、一時、人質にされた上、高句麗からの援軍は得られなかった。
643年9月には唐に使者を送って高句麗・百済を討つ救援軍を求めたが、唐からは援軍を派遣するには女王を廃して唐の王室から新王を立てることを迫られた。ただし、唐が女王の廃位を求めとする記述が初めて現れるのは、11世紀に記された『冊府元亀』が初出で、『旧唐書』新羅伝では彼女を冊封した事実が記されているのみであり、義江明子は7世紀に唐の則天武后をはじめ、新羅・倭国と相次いで女性君主が登場したことに対する後世の否定的評価の中で生み出された創作の可能性を指摘している。こうした唐の姿勢に対して新羅国内では親唐派と反唐派の対立を生じ、女王自らが任命した上大等の毗曇らが647年正月に女王の廃位を求めて内乱を起こした。上大等に代表される中央貴族に対抗して金庾信（『三国史記』金庾信列伝によると、金庾信は中国黄帝の子・少昊の子孫である）ら地方勢力の有力者が女王を支援して乱の収拾に当たったが、同月8日に女王は陣中に没し、善徳と諡され、狼山（慶州市）に葬られた。在位16年。その後直ちに金庾信らは真徳女王を立て、正月17日になって乱を鎮圧し、毗曇ら20余名を誅殺した。死後、唐からは光禄大夫の号を追贈された。

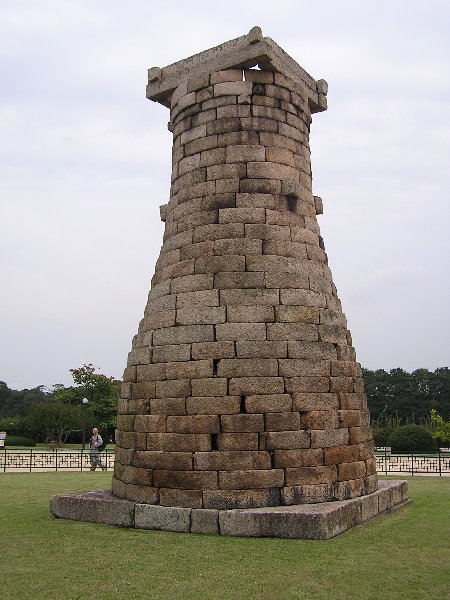
慶州市月城公園の瞻星台

善徳女王は仏教の保護にも熱心であり、慈蔵法師を唐に派遣して仏法を修めさせた。帰国した慈蔵法師の発願で645年3月には皇龍寺の九層塔を創建したほか、女王の時代に芬皇寺や霊廟寺が完成している。霊廟寺の建立と同時に、瞻星台（天文台）を築いたとも伝えられている。また640年には王族の若者を数多く留学生として唐の国子監に派遣し、唐の文化が新羅に流入するきっかけとなったように、新羅の文化発展への貢献が知られている。

## 年号
真平王代から用いられた建福の年号を、在位3年（634年）の3月に仁平と改元した。

## 洞察力と予知
善徳女王の神秘性・聡明さの表れとして、3つの予知を行なったことが伝えられている。
第1は、唐の太宗が牡丹の花の絵と種を贈って来たときに、その花には香りがないであろうと言ったこと。理由を尋ねられて、「花の絵には蝶や蜂が描かれていない。どんな美女でもその色香で男たちが群がるので、花に群がる虫がいないことから香りがないと解った」と答えた。
第2は、宮殿の西の玉門池に蝦蟇がたくさん群がって鳴いたときに、西の国境付近に賊の潜んでいることを知り、角干の閼川（アルチョン）と弼呑（ピルタン）を派遣して賊を滅ぼさせたこと。これも理由を尋ねられて、蝦蟇（蛙）の怒った目は兵士を表し、西の国境付近には女根谷という地名があるので、玉門池に蛙が集うのは女根谷を兵士が侵そう（犯そう）としていることだと解ったと答えた。
※玉門とは、女根または女陰（＝女性器）の隠語。
第3は、自分の死の年月を予測して忉利天の中に埋めるように、と言ったこと。群臣は忉利天の場所がわからず尋ねると、狼山の南であると答えた。後に毗曇の内乱が起こったときに女王は予測した通りの月に亡くなって狼山の南に葬られたが、さらに十余年後に文武王によって女王陵の下に四天王寺が建てられた。忉利天とは須弥山の頂上にある帝釈天のすむ世界であって、帝釈天が四天王を従えていることから、四天王の上にある忉利天の世界に葬られることを言い当てた、と理解されたものである。
これらの説話のうち第3のものは、仏教的説話集の性格をも有する『三国遺事』紀異・善徳王知幾三事だけが記しているが、第1・第2の説話は『三国史記』新羅本紀・善徳女王紀にも記されており、女王がシャーマン的な王であったと考えられる根拠となっている。

## 家族
- 祖父（父方）：銅輪太子
- 祖母（父方）：萬呼太后 金氏
- 祖父（母方）：葛文王金福勝
- 祖母（母方）：松華公主（第24代国王真興王、萬呼太后の姉妹。）
- 父：真平王
- 母：摩耶夫人
- 姉/妹：天明公主（金龍春の妻）
  - 甥：武烈王（第29代国王）
- 妹：善花公主（百済第30代武王の王妃）
  - 甥：義慈王（百済第31代国王）
- 妹：天花公主
- 叔母（父方）：萬明夫人（真平王の異父妹。父は第24代国王：真興王の弟・金粛訖宗。金庾信の母）
  - 従兄弟：金庾信
  - 従弟：金欽純（第19代風月主）
  - 従妹：金宝姫（武烈王の側室。文明王后の姉、金庾信の長妹）
  - 従妹：文明王后金氏（武烈王の王妃）
- 叔母（父方）：萬龍娘主（真平王の異父妹。父は真興王の息子で銅輪太子の弟・金貞粛。第12代風月主 菩利公の夫人）
  - 従弟：礼元公（第20代風月主）
  - 従妹：宝龍娘主（第21代風月主 善品の夫人。第30代国王文武王の王妃、慈儀王后の母）
- 叔父（母方）：虎林公（第14代風月主。摩耶夫人の弟）
- 夫： 飲葛文王

夫との間に子はなし。

## 登場作品
- 三国記 - 1992年、韓国KBSのテレビドラマ。演：キム・ヘジョン
- 薯童謠 - 善徳女王の妹・善花公主がヒロインの長編ドラマ。2005年、韓国SBS制作。
- 善徳女王 - 2009年、韓国MBCが製作・放送した「善徳女王」を題材にした全62話の歴史エンターテインメント作品。演：イ・ヨウォン
- 大王の夢 - 新羅第29代王の武烈王を主人公とした韓国KBSが製作した作品。演：パク・チュミ→ホン・ウニ